# NONOato

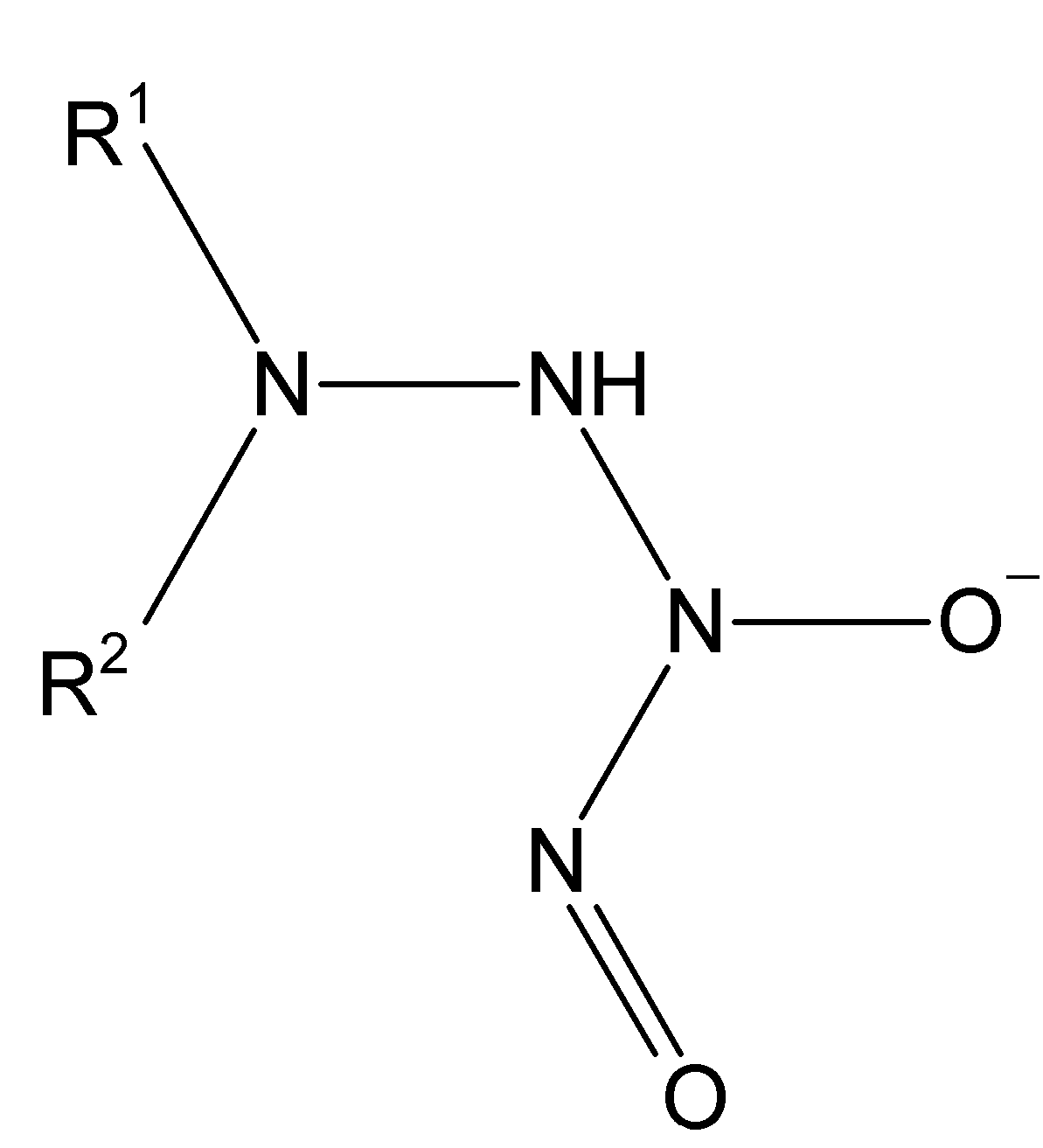
Estrutura de um grupo NONOato típico.

Na química, um NONOato é um composto com a fórmula química R1R2N-(NO−)-N=O, onde R1 e R2 são grupamentos alquila groups. Um exemplo desse grupo é o 1,1-dietil-2-hidróxi-2-nitrosohidrazina, ou dietilamina de óxido dinítrico. Esses compostos são incomuns por apresentar três átomos de nitrogênio em seguênciaː  um grupo funcional amina, uma ponte com grupo NO− , e um grupamento nitrosil terminal. Em contato com a água esses compostos liberam NO (óxido nítrico).

## Decomposição de NONOatos dependente de pH
A maioria dos NONOatos são estáveis em soluções alcalinas com pH acima de 8.0 (por exemplo 10 mM NaOH) e podem ser deixadas a -20 °C. Para gerar NO a partir de NONOatos é preciso baixar o pH. Uma diluição da solução estoque de NONOato pode ser feita em tampão fosfato (pH 7.4; tampão Tris também pode ser usado) e incubada em temperatura ambiente para permitir o acúmulo de NO na solução. Isso é frequentemente observável pela formação de bolhas em concentrações altas de NONOatos. O tempo de incubação é relevante devido às diferenças de meia-vida (t½) de diferentes NONOatos. Isso é frequentemente útil para o estudo de sistemas biológicos, pois uma variedade de NONOatos podem ser combinados para obter liberação sustentada de NONOatos. Em pH 5.0, a maioria dos NONOatos decompõe-se de forma praticamente instantânea.